# Thiania inermis
Thiania inermis är en spindelart som beskrevs av Adolf Lendl 1897. Thiania inermis ingår i släktet Thiania och familjen hoppspindlar. Inga underarter finns listade i Catalogue of Life.